# MPEG
Moving Picture Experts Group (MPEG) - "Nhóm các chuyên gia hình ảnh động" (MPEG được phát âm là /ˈɛm peg/: em-peg) là một nhóm các quy tắc hoạt động được thành lập bởi ISO và IEC để thiết lập các tiêu chuẩn cho việc truyền tải âm thanh và video.
Chuẩn MPEG lần đầu tiên được ra mắt vào năm 1988 là sáng kiến của Hiroshi Yasuda (Tập đoàn Nippon Telegraph và Telephone) và Leonardo Chiariglione, chủ tịch nhóm kể từ khi thành lập. Hội nghị MPEG đầu tiên diễn ra vào tháng 5 năm 1988 tại Ottawa, Canada. Tính đến cuối năm 2005, MPEG đã lên tới hơn 350 thành viên tham gia hội nghi từ các lĩnh vực công nghiệp, các trường đại học và viên nghiên cứu khác nhau. Danh pháp chính thức của MPEG là ISO/IEC JTC1/SC29 WG11.

## Các tiêu chuẩn
Chuẩn MPEG gồm các bộ phận khác nhau. Mỗi bộ phận lại bao gồm một đặc điểm kỹ thuật nhất định. Các tiêu chuẩn cũng xác định Cơ cấu (Profiles) và Cấp độ (Levels). Cơ cấu nhằm xác định một tập hợp các công cụ có sẵn, và Cấp độ xác định phạm vi của những giá trị thích hợp cho những thuộc tính liên quan đến chúng. Một số tiêu chuẩn MPEG thay đổi bởi những cải tiến và/hoặc những phiên bản mới. MPEG đã được tiêu chuẩn hóa bởi các định dạng nén và các tiêu chuẩn phụ sau đây:
- MPEG-1 (1993): Mã hóa hình ảnh động và những âm thanh liên quan việc lưu trữ kỹ thuật số đa phương tiện lên đến 1,5 Mbit/s (ISO/IEC 11172). Chuẩn nén MPEG đầu tiên cho âm thanh và video. Nó thường được giới hạn trong khoảng 1,5 Mbit/s mặc dù về mặt kỹ thuật thì bit rate có thể cao hơn nhiêu. Nó cơ bản được thiết kế để cho phép những hình ảnh chuyển động và âm thanh được mã hóa thành các bitrate của Đĩa CD. Nó được sử dụng trên Video CD và có thể dùng cho video chất lượng thấp trên DVD. Nó được dùng trong các dịch vụ truyền hình vệ tinh hoặc truyền hình cap kỹ thuật số trước khi MPEG-2 trở nên phổ biến. Để đáp ứng yêu cầu bit thấp, MPEG-1 downsamples những hình ảnh, cũng như tần số ảnh chỉ còn 24–30 Hz, cho chất lượng ở mức trung bình. Nó bao gồm MPEG-1 Audio Layer III định dạng nén âm thanh phổ biến (MP3).
- MPEG-2 (1995): Mã hóa chung cho hình ảnh chuyển động và thông tin âm thanh liên quan (ISO/IEC 13818). Tiêu chuẩn truyền tải video và âm thanh có chất lượng truyền hình. Chuẩn MPEG-2 hỗ trợ quét xen kẽ và HD video. MPEG-2 được xem trọng vì nó được chọn làm chương trình nén cho phát sóng truyền hình kỹ thuật số, các dịch vụ kỹ thuật số vệ tinh, truyền hình cap kỹ thuật số, SVCD và DVD Video. Nó cũng được sử dụng trong Đĩa Blu-ray, nhưng thường dùng MPEG-4 Part 10 hoặc SMPTE VC-1 cho nội dung HD.
- MPEG-3: MPEG-3 xử lý chuẩn hóa scalable and nén đa độ phân giải và được dành cho HDTV nhưng nhân thấy nó không cần thiết nên đã được sáp nhập vào MPEG-2; kết quả là không còn tiêu chuẩn MPEG-3 nữa. Đừng nhầm lẫn MPEG-3 với MP3, MP3 là âm thanh MPEG-1 hoặc MPEG-2 Lớp III.
- MPEG-4 (1998): Mã hóa của các đối tượng nghe nhìn. (ISO/IEC 14496) MPEG-4 sử dụng các công cụ mã hóa phức tạp để đạt được những yếu tố nén cao hơn MPEG-2. Ngoài việc mã hóa video hiệu quả hơn, MPEG-4 tiến gần hơn tới các ứng dụng đồ họa máy tính. Với cơ cấu phức tạp hơn, bộ giải mã MPEG-4 hiệu quả trỏ thành bộ xử lý việc dựng hình 3 chiều và các kết cấu bề mặt. MPEG-4 hỗ trợ Intellectual Property Management and Protection (IPMP) (Quản lý và bảo vệ sở hữu trí tuệ), bằng việc cung cấp các cơ sở để sử dụng các công nghệ độc quyền để quản lý và bảo vệ những nội dung như quản lý bản quyền kỹ thuật số. Nó cũng hỗ trợ MPEG-J, một chương trình giải pháp đầy đủ để tạo ra các ứng dụng tương tác tùy chỉnh đa phương tiện (Ứng dụng Java với môi trường Java API) và nhiều tính năng khác. Một số tiêu chuẩn video mới hiệu quả cao hơn (mới hơn Video MPEG-2) đáng chú ý như là:
  - MPEG-4 Part 2 (Simple and Advanced Simple Profile)
  - MPEG-4 AVC (MPEG-4 Part 10 hoặc H.264). MPEG-4 AVC có thể sử dụng trên HD DVD và Đĩa Blu-ray, cùng với VC-1 and MPEG-2.

MPEG-4 được cọn là chương trình nén over-the-air ở Brazil (ISDB-TB), dựa trên truyền hình ky thuật số gốc ở Nhật Bản (ISDB-T).
Ngoài ra, các tiêu chuẩn sau đây được ký hiệu tương tự:
- MPEG-7 (2002): Giao diện mô tả nội dung đa phương tiện. (ISO/IEC 15938)
- MPEG-21 (2001): Khuôn khổ đa phương tiện (MPEG-21). (ISO/IEC 21000) MPEG mô tả tiêu chuẩn này như một multimedia framework and cung cấp cho IPMP.

Hơn nữa, gần đây hơn những tiêu chuẩn ở trên, MPEG đã bắt đầu theo nhưng tiêu chuẩn quốc tế; mỗi tiêu chuẩn nắm giữ nhiều công nghệ cho ứng dụng. (Ví dụ, MPEG-A bao gồm một số công nghệ định dạng đa phương tiện.)
- MPEG-A (2007): Multimedia application format (MPEG-A). (ISO/IEC 23000)
- MPEG-B (2006): MPEG systems technologies. (ISO/IEC 23001)
- MPEG-C (2006): MPEG video technologies. (ISO/IEC 23002)
- MPEG-D (2007): MPEG audio technologies. (ISO/IEC 23003)
- MPEG-E (2007): Multimedia Middleware. (ISO/IEC 23004) (còn gọi là M3W)
- Supplemental media technologies (2008). (ISO/IEC 29116)
- MPEG-V (2011): Media context and control. (ISO/IEC 23005) (còn gọi là Information exchange with Virtual Worlds)
- MPEG-M (2010): MPEG eXtensible Middleware (MXM). (ISO/IEC 23006)
- MPEG-U (2010): Rich media user interfaces. (ISO/IEC 23007)
- MPEG-H (2013): High Efficiency Coding and Media Delivery in Heterogeneous Environments. (ISO/IEC 23008)
- MPEG-DASH (2012): Information technology – Dynamic adaptive streaming over HTTP (DASH). (ISO/IEC 23009)